# فرزند آب‌وهوا
فرزند آب‌وهوا یا تغییرات آب‌وهوا با تو (انگلیسی: Weathering with You، هپبورن: Tenki no Ko، ژاپنی: 天気の子) یک فیلم سینمایی انیمهٔ رمانتیک، فانتزی و درام ژاپنی به کارگردانی ماکوتو شینکای است که در سال ۲۰۱۹ منتشر شد. فیلم قبلی او نام تو نام داشت که باعث شناخته شدن کارگردانش شد. انیمهٔ فرزند آب‌وهوا داستانی را روایت می‌کند که ژاپن در دوره‌ای پرباران قرار دارد، هُداکا مُریشیما، پسر نوجوان دبیرستانی است که به توکیو فرار می‌کند و در آنجا با هینا آمانو، دختر یتیمی که می‌تواند آب‌وهوا را کنترل کند آشنا می‌شود. میتسوها و تاکی که شخصیت‌های اصلی انیمه نام تو بودند، حضور افتخاری در این انیمه نیز دارند.
صداهای کوتارو دایگو و نانا موری، با کارگردانی انیمیشن آتسوشی تامورا، طراحی شخصیت توسط ماسایوشی تاناکا، و موسیقی متن و موسیقی متن آن توسط رادویمپس ساخته شده‌است. دو نفر اخیر قبلاً با شینکای در انیمه Your Name (2016) همکاری کرده بودند. یک رمان سبک به همین نام، که همچنین توسط شینکای نوشته شده بود، یک روز قبل از نمایش فیلم منتشر شد، در حالی که یک اقتباس مانگایی در ۲۵ ژوئیه ۲۰۱۹ سریالی منتشر شد.

## داستان
در ژوئن ۲۰۲۱، دانش‌آموز سال اول دبیرستان، هوداکا موریشیما، برای رهایی از زندگی آشفته‌اش در کوزو-شیما به توکیو فرار کند. وقتی کشتی او با طوفان باران برخورد می‌کند، کیسوکه سوگا او را نجات می‌دهد. در حالی که هوداکا از کار افتاده و در تلاش برای یافتن کار است، با هینا آمانو، کارمند یک رستوران مک دونالد ملاقات می‌کند. هینا به او رحم می‌کند و به او غذا می‌دهد. هداکا بعداً یک اسلحه دستی رها شده Makarov PM پیدا می‌کند. سوگا او را به عنوان دستیار خود در یک شرکت کوچک انتشار مجلات مخفی استخدام می‌کند و در آنجا افسانه‌های شهری مربوط به آب و هوای غیرمعمول بارانی توکیو را بررسی می‌کنند. آنها افسانه «دختران آفتابی» را می‌شنوند که می‌توانند آب و هوا را کنترل کنند. هداکا می‌بیند که دو نفر در حال اغفال هینا برای کار در یک کلاب هستند. او با شلیک اسلحه به هوا، صاحبان باشگاه را می‌ترساند. هینا او را به یویوگی کایکان، یک ساختمان متروکه با زیارتگاهی روی پشت بام می‌برد و در آنجا اسلحه را دور می‌اندازد. هینا با نشان دادن توانایی خود در دعا برای قطع بارش باران، او را شوکه می‌کند. هینا با برادرش ناگی تنها زندگی می‌کند و آنها هیچ سرپرست بزرگسالی ندارند. هوداکا با دیدن مشکلات مالی آنها، پیشنهاد می‌کند که با هم یک تجارت را راه ندازی کنند: شغلی برای صاف کردن هوا و قطع باران برای رویدادهایی مانند عروسی و مهمانی. کسب و کار آنها به موفقیت تبدیل می‌شود، اما وقتی هینا در تلویزیون نشان داده می‌شود، سایت آنها پر از درخواست می‌شود، بنابراین آنها تصمیم به تعطیلی موقت کسب و کار می‌گیرند.
پلیس در جستجوی هوداکا است، زیرا خانواده او گزارش گم شدن او را ارائه کردند. آنها هوداکا را در حال استفاده از اسلحه در یک دوربین امنیتی پیدا کردند. مأموران به آپارتمان هینا می‌رسند و از او بازجویی می‌کنند. هینا متوجه می‌شود که چون آنها قیم قانونی ندارند، خدمات اجتماعی او و ناگی را جدا می‌کنند. سوگا که توسط پلیس نیز بازجویی شده بود، هوداکا را اخراج می‌کند و توضیح می‌دهد که پلیس به او مشکوک است که هوداکا را ربوده‌است. هوداکا، هینا و ناگی سعی می‌کنند فرار کنند اما به دلیل بدتر شدن آب و هوا با مشکل روبرو می‌شوند. آنها در هتلی پناه می‌گیرند. هینا فاش می‌کند که هر چه بیشتر از قدرتش استفاده می‌کند، بدنش به آرامی به آب تبدیل می‌شود. هینا تصمیم می‌گیرد با قربانی کردن خود، آب و هوا را به حالت عادی بازگرداند. اما آوردن نور خورشید باعث ناپدید شدن او می‌شود. صبح روز بعد، هینا ناپدید و باران قطع می‌شود. پلیس هوداکا را تا هتل دنبال می‌کند. ناگی به مرکز مشاوره کودکان و هوداکا به کلانتری فرستاده می‌شود. هوداکا که عاشق هینا شده‌است، تصمیم می‌گیرد او را به زمین بازگرداند. او با کمک ناتسومی خواهرزاده سوگا از بازداشت فرار می‌کند، و خود را به سختی به ساختمان متروکه می‌رساند چرا که تصور می‌کند، هینا از آن زیارتگاه به آسمان متصل شده‌است. در ساختمان سوگا جلوی او را می‌گیرد، سپس پلیس سر رسیده و هوداکا را محاصره می‌کند، اما سوگا با الهام از ناامیدی هوداکا برای دیدن هینا، به او کمک می‌کند تا فرار کند. در زیارتگاه پشت بام، هوداکا از دروازه می‌پرد و به آسمان منتقل می‌شود، جایی که هینا را پیدا می‌کند و اصرار می‌کند که نگرانی‌هایش در مورد آب و هوا را رها کند و برای خودش زندگی کند. به محض بازگشت، هینا، هوداکا، ناتسومی، ناگی و سوگا همه دستگیر می‌شوند و بارندگی‌های شدید از سر گرفته می‌شود. هوداکا به سه سال حبس مشروط محکوم می‌شود و به خانه در کوزو-شیما بازگردانده می‌شود تا با عفو مشروط تحصیلات خود را تا فارغ‌التحصیلی پی گیرد.
در سه سال بعد، باران بی وقفه در توکیو بارید و بسیاری از مناطق شهر را زیر آب برد. در بهار سال ۲۰۲۴، پس از پایان دوره آموزشی، هوداکا از دبیرستان فارغ‌التحصیل شد و برای شروع کالج به توکیو بازگشت. او با سوگا که تجارت خود را گسترش داده‌است ملاقات می‌کند. هوداکا، هینا را در حال دعا در خیابانی مشرف به شهر غرق شده پیدا می‌کند و آنها دوباره به هم می‌رسند.